# Nickols Island
Nickols Island ist eine markante Felseninsel mit Steilküste vor der Ingrid-Christensen-Küste des ostantarktischen Prinzessin-Elisabeth-Lands. Sie liegt 24 km westnordwestlich des Mount Caroline Mikkelsen in der Sandefjord Ice Bay.
Luftaufnahmen der Lars-Christensen-Expedition 1936/37 dienten norwegischen Kartografen 1946 der Kartierung. Sie benannten sie als Instøy. Wissenschaftler der Australian National Antarctic Research Expeditions besuchten sie zwischen Januar und Februar 1969. Das Antarctic Names Committee of Australia benannte sie 1968 nach Elektroingenieur Alan H. F. Nickols, der 1968 an der Erkundung des Amery-Schelfeises beteiligt war.